# VistaJet
VistaJet ist eine maltesische Privatfluggesellschaft mit Sitz in Luqa und Basis auf dem Flughafen Malta. Sie ist eine Tochtergesellschaft der Schweizerischen VistaJet Holding S.A.

## Geschichte

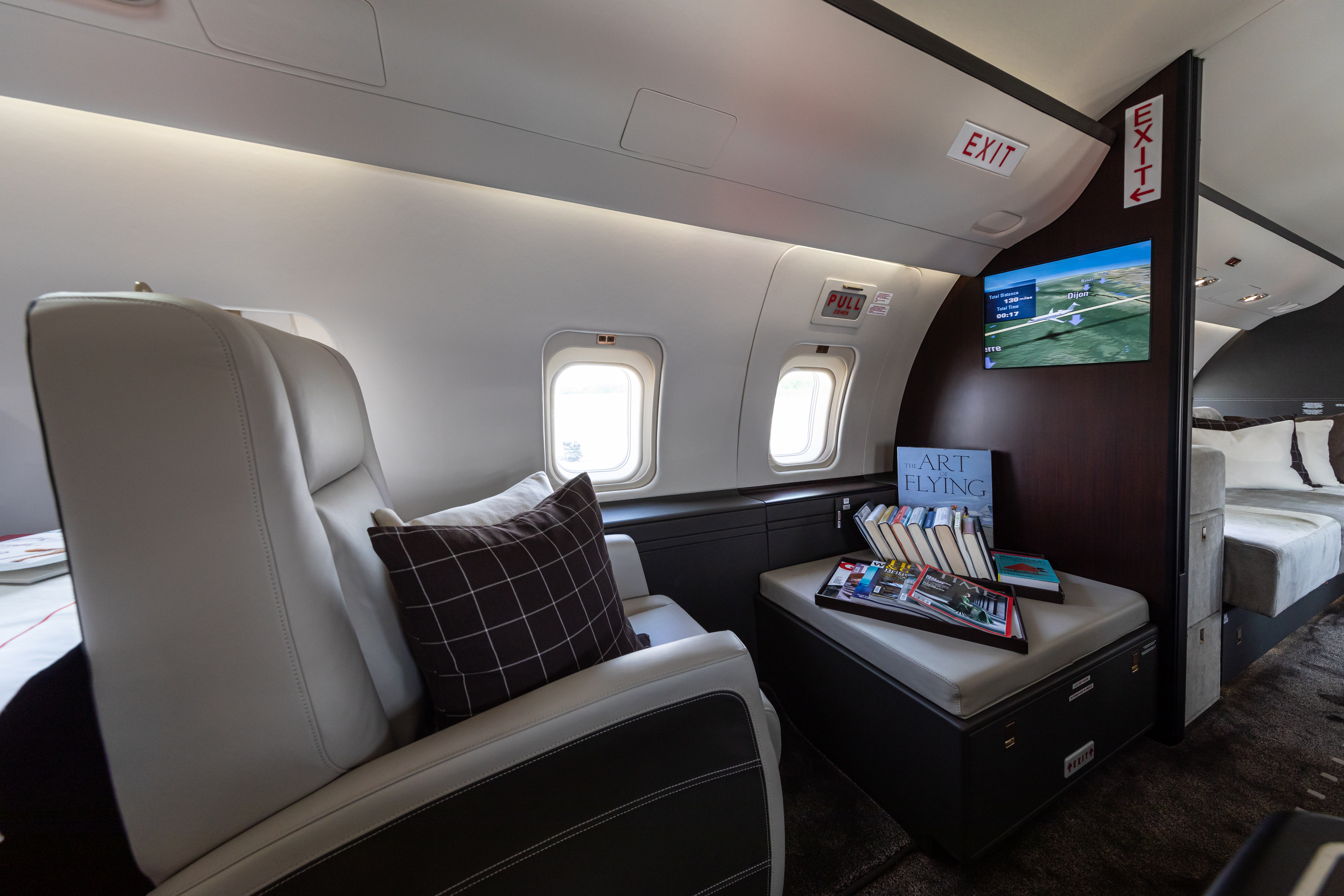
Kabine einer Challenger 850 von VistaJet

VistaJet wurde 2004 von Thomas Flohr gegründet und nahm den Flugbetrieb mit einem Mittelstreckenjet auf. VistaJet übernahm 2008 die zu Bombardier Aerospace gehörende Marke „Skyjet International“, die bisher Teil der Dachmarke FlexJet war. Für den Bereich Nordamerika unterhält VistaJet eine Kooperation mit FlexJet zur Organisation der inneramerikanischen Flüge.
2012 verkündeten VistaJet und Beijing Capital Airlines/Air China eine Kooperation zum Aufbau eines Streckennetzes innerhalb der Volksrepublik China.
Am 27. November 2012 bestellte die VistaJet-Gruppe 56 Flugzeuge der Bombardier-Global-Familie inklusive 86 Optionen. Die Bestellung beinhaltete jeweils 25 Global 5000 und Global 6000 sowie sechs Global 8000. Sie hatte einen Wert von 7,8 Milliarden US-Dollar ist damit die historisch größte Bestellung, die Bombardier in seiner Unternehmensgeschichte jemals von einem Einzelkunden erhalten hat.
Der Sitz des Unternehmens lag im Jahr 2014 im Baar im Kanton Zug.
2017 wurden 50.000 Passagiere befördert.

### Streckennetz
VistaJet führt weltweite Charterflüge im Geschäftsflugverkehr durch. Weitere Unternehmen der VistaJet befinden sich in China, Österreich, Hongkong und den USA.
Mit seinen 72 Langstreckenjets verfügt VistaJet weltweit über eine der größten privaten Jet-Flotten. Nach einer Investition von Rhône Capital wird das Eigenkapital des Unternehmens mit über 2,5 Mrd. US-Dollar bewertet – damit ist VistaJet eines der wenigen Unternehmen in der Geschäftsflugbranche mit einem Wert von mehr als 1 Mrd. US-Dollar.

### Vista Global Holding
Seit 2008 residierte VistaJet in Baar im Kanton Zug; das Unternehmen VistaJet Aviation Services SA wurde am 27. März 2018 aus dem Handelsregister gelöscht, deren Aktiva und Passiva gingen an die VistaJet Ownership Holding SA, ebenfalls in Baar, über. 
Das Unternehmen hat seinen Sitz in Malta und verfügt über globale Niederlassungen in London, New York und Hongkong. Im Jahr 2018 gründete Flohr die in Dubai ansässige Holdinggesellschaft Vista Global Holding. Vista Global Holding hat seitdem XOJET, JetSmarter (wobei die Makler zu XO zusammengefasst wurden), Red Wing Aero, Apollo Jets und Talon Air übernommen.
Im Jahr 2021 soll Flohr laut Handelszeitung immer noch die Mehrheit am Konzern gehalten haben.
Im Februar 2022 wurden die Air Hamburg und die Air Hamburg Technik übernommen.
Die US-Flotte von VistaJet wird von XOJET Aviation betrieben.

## Flotte

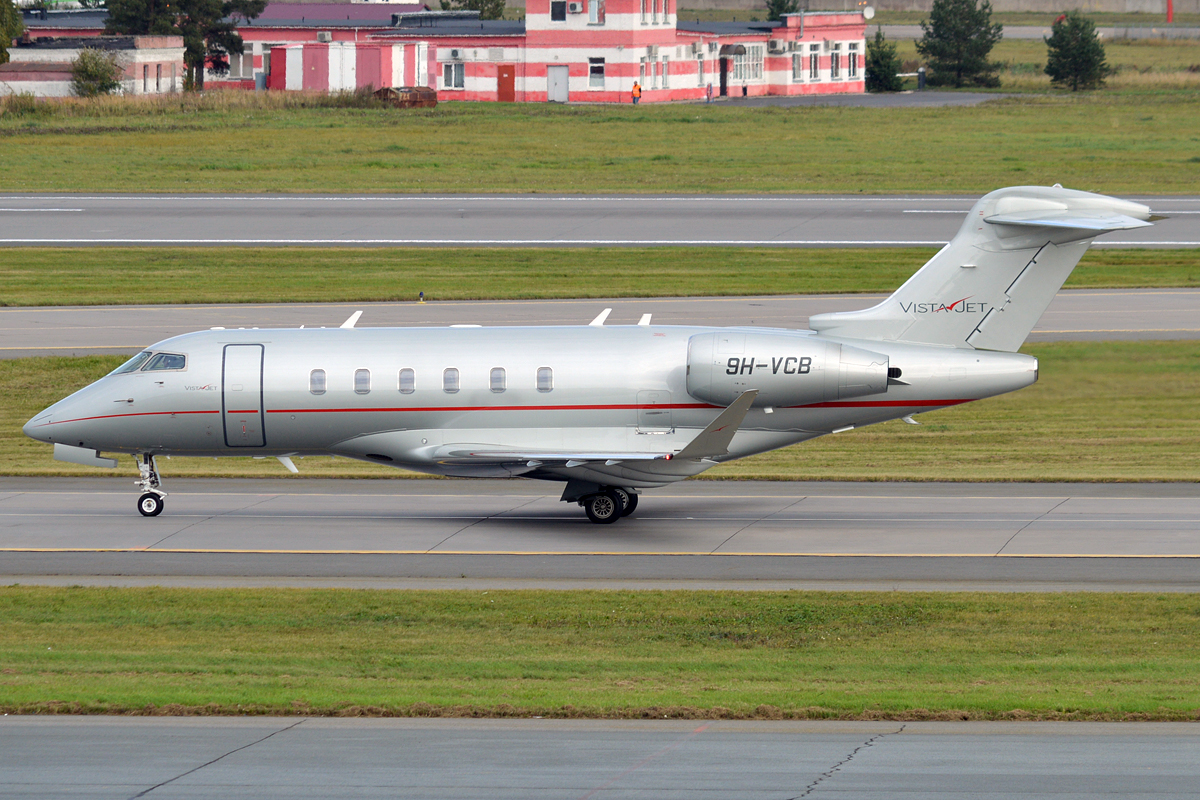
Bombardier Challenger 350 der VistaJet

Mit 2023 besteht die Flotte der VistaJet aus 90 Geschäftsreiseflugzeugen:
| Flugzeugtyp               | Anzahl | bestellt | Anmerkungen |
| ------------------------- | ------ | -------- | ----------- |
| Bombardier Challenger 350 | 20     |          |             |
| Bombardier Challenger 605 | 12     |          |             |
| Bombardier Challenger 850 | 06     |          |             |
| Bombardier Global 5000    | 01     |          |             |
| Bombardier Global 6000    | 29     |          |             |
| Bombardier Global 7500    | 19     |          |             |
| Cessna Citation XLS       | 3      |          |             |
| Gesamt                    | 90     | –        |             |

## Ehemalige Flugzeugtypen
- Bombardier Global Express